# War Babies
Der amerikanische Familienfilm War Babies von Regisseur Charles Lamont ist eine Komödie aus der  „Baby-Burlesk“-Filmreihe von 1932.
Er ist einer der ersten Kurzfilme, in dem Shirley Temple die Hauptrolle spielt.
Die Baby-Burlesk-Filme entstanden als Pendant zu der erfolgreichen Serie Die kleinen Strolche (Our Gang / The Little Rascals).
Bei diesen Filmen spielten kleine Kinder in Windeln die Hauptrollen, wobei sie Erwachsene darstellten, entfernt vergleichbar mit dem Film Bugsy Malone.

## Handlung
Eine Gruppe von Soldaten erholt sich in einer Bar vom Krieg. Dort wird statt alkoholischer Getränke Milch ausgegeben. Als Geld dienen Lutscher.
Charmaine ist eine Tänzerin. Alle Soldaten sind begeistert von ihrem Tanz. Nach der Tanzdarbietung bittet Sergeant Quirt sie an die Bar und bietet ihr einen Lutscher an. Dass Charmaine gut verdient, sieht man an ihrer Handtasche voller Lutscher.
Captain Flagg ist ebenfalls an Charmaine interessiert. Charmaine nutzt die Rivalität der beiden aus und bekommt so Lutscher von beiden. Nach einigen weiteren Slapstick-Szenen erscheint ein Bote.

## Alle Baby-Burlesk-Filme
- 1931: Runt Page
- 1932: War Babies
- 1932: Pie Covered Wagon
- 1933: Glad Rags to Riches
- 1933: Kid in Hollywood
- 1933: The Kid’s Last Fight
- 1933: Polly Tix in Washington
- 1933: Kid in Africa